# Discographie d'Art Tatum

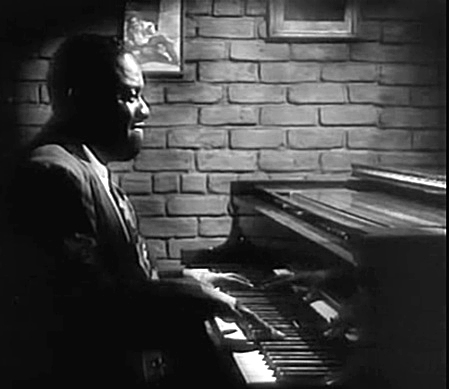
Art Tatum dans le film The Fabulous Dorseys

Cet article dresse une liste des disques du pianiste Art Tatum.

## The Art Tatum Solo Masterpieces
- Vol. 1-Solo Masterpieces Pablo, 1992

- The Art Tatum Solo Masterpieces, Vol. 2 Prestige, 1994

- The Art Tatum Solo Masterpieces, Vol. 3 Pablo, 1992

- The Art Tatum Solo Masterpieces, Vol. 4 Pablo, 1992

- The Art Tatum Solo Masterpieces, Vol. 5 Pablo, 1992

- The Art Tatum Solo Masterpieces, Vol. 6 Pablo, 1992

- The Art Tatum Solo Masterpieces, Vol. 7 Pablo, 1992

- The Art Tatum Solo Masterpieces, Vol. 8 Pablo, 1992

## The Complete Pablo Group Masterpieces
- The Complete Pablo Group Masterpieces Pablo, 1990

- The Tatum Group Masterpieces, Vol. 1 Pablo, 1990

- The Tatum Group Masterpieces, Vol. 2 Pablo, 1990

- The Tatum Group Masterpieces, Vol. 3 Pablo, 1990

- The Tatum Group Masterpieces, Vol. 4 Pablo, 1990

- The Tatum Group Masterpieces, Vol. 5 Prestige, 1993

- The Tatum Group Masterpieces, Vol. 6 Pablo, 1990

- The Tatum Group Masterpieces, Vol. 7 Pablo, 1990

## The Complete Capitol Recordings
- The Complete Capitol Recordings, Vol. 1 Capitol, 1989

- The Complete Capitol Recordings, Vol. 2 Capitol, 1989

## Autres
- Giants of Jazz, 1944, réédition de 1998

- Genius of the Keyboards 1954-56 réédition de 1998

- The Complete Capitol Recordings Blue Note, 1997

- Memories Of You (3 CD Set) Black Lion Records, 1997

- On The Sunny Side Topaz Jazz, 1997

- Vol. 16-Masterpieces Jazz Archives Masterpieces, 1996

- 20th Century Piano Genius Verve, 1996

- The Standard Sessions (2 CD Set) Music & Arts, 1996

- Body & Soul Jazz Hour (Pays-Bas), 1996

- Solos (1937) and Classic Piano Forlane, 1996

- 1932-44 (3 CD Box Set) Jazz Chronological Classics, 1995

- The Rococo Piano of Art TatumPearl Flapper, 1995

- I Know That You Know Jazz Club Records, 1995

- Piano Solo Private Sessions October 1952, New York Musidisc (France), 1995

- The Art of Tatum Living Era, 1995

- Trio Days Le Jazz, 1995

- Fine Art & Dandy Drive Archive, 1994

- Marvelous Art Star Line Records, 1994

- House Party Star Line Records, 1994

- Masters of Jazz, Vol. 8 *Storyville (Danemark), 1994

- California Melodies Memphis Archives, 1994

- 1934-40 Jazz Chronological Classics, 1994

- I Got Rhythm: Art Tatum, Vol. 3 (1935-44) Decca Records, 1993

- The Best of Art Tatum Prestige, 1992

- Standards Black Lion Records, 1992

- The V-Discs Black Lion, 1992

- Piano Starts Here Columbia, 1987

- The Art Tatum-Ben Webster Quartet Verve, 1956

- The Essential Art TatumVerve, 1956

- Still More of the Greatest Piano Hits of Them All Verve, 1955

- More of the Greatest Piano Hits of All Time Verve, 1955

- Makin' Whoopee Verve, 1954

- The Greatest Piano Hits of Them All Verve, 1954

- Standard Transcriptions Music & Arts

- Solos (1940) decca/mca

- Classic Early Solos (1934-37) Decca Records, 1991

- Art Tatum at His Piano, Vol. 1 Crescendo, 1990